# Leovigild
Leovigild, Liuvigild, Leuvigild ili Leogild  je bio vizigotski kralj u Hispaniji i Septimaniji od 569. do svoje smrti, 21. travnja 586. godine. Rodio se je 525. i bio je sin Amalarika i Klotilde, kćerke Klodovika I., franačkog kralja iz dinastije Merovinga.
Leovigild je bio proglašen kraljem Vizigota zajedno sa svojim bratom Liuvom I. nakon kratkog razdoblja anarhije koji je uslijedio nakon Atanagildove smrti, njihovog brata. Obojica su bili arijanski kršćani. Liuva, koga su podržavali vizigotski plemići, vladao je vizigotskim posjedima na Pirinejima, dok je Leovigild vladao Hispanijom.
Leovigild se oženio Atanagildovom udovicom, Gosvintom, pošto je njegova prva žena, Teodosija, majka njegova dva sina Hermenegilda i Rekareda, umrla.
Godine 573. Liuva je umro, i Leovigild preuzima kontrolu nad cijelim vizigotskim kraljevstvom. Između 570. i 572. godine, ponovno je vratio neke gradove od Bizantinaca Malagu, Medinu i Córdobu.  585. godine osvojio je zemlju Sueba koji su se do kraja 5. stoljeća zadržali u brdima na sjeverozapadu Iberijskog poluotoka, i tako proširio vizigotski teritorij na sjever i zapad. No, nije uspio u potpunosti otjerati Bizantince iz jugoistočne Hispanije.

## Vanjske poveznice
- Visigothic kingdoms  Arhivirana inačica izvorne stranice od 2. rujna 2005. (Wayback Machine)
- Stanley G. Payne, History of Spain and Portugal: poglavlje 1
- Encyclopedia Britannica 1911: Leovigild
- Catholic Encyclopedia: St. Hermengild
- Edward Gibbon, History of the Decline and Fall of the Roman Empire  Arhivirana inačica izvorne stranice od 21. srpnja 2005. (Wayback Machine), poglavlje 37.